# Jevgeni Rylov
Jevgeni Michailovitsj Rylov (Russisch: Евгений Михайлович Рылов) (Novotroitsk, 23 september 1996) is een Russische zwemmer. Hij vertegenwoordigde zijn vaderland op de Olympische Zomerspelen 2016 waar hij brons haalde op de 200m rugslag. Op de Olympische Zomerspelen 2020 in Tokyo won hij zowel goud op de 100 als 200 meter rugslag.

## Carrière
Rylov behaalde drie gouden en een zilveren medaille op de Olympische Jeugdzomerspelen 2014 in Nanjing.
Bij zijn internationale seniorendebuut, op de wereldkampioenschappen zwemmen 2015 in Kazan, veroverde de Rus de bronzen medaille op de 200 meter rugslag en eindigde hij als zevende op de 100 meter rugslag. Op de 4x100 meter wisselslag eindigde hij samen met Kirill Prigoda, Daniil Pachomov en Vladimir Morozov op de vijfde plaats.
Tijdens de Olympische Zomerspelen van 2016 in Rio de Janeiro sleepte Rylov de bronzen medaille in de wacht op de 200 meter rugslag, op de 100 meter rugslag eindigde hij op de zevende plaats. Samen met Anton Tsjoepkov, Aleksandr Sadovnikov en Vladimir Morozov eindigde hij als vierde op de 4x100 meter wisselslag.

## Internationale toernooien
| Jaar | Olympische Spelen                                     | WK langebaan                                          | WK kortebaan  | EK langebaan  | EK kortebaan  |
| ---- | ----------------------------------------------------- | ----------------------------------------------------- | ------------- | ------------- | ------------- |
| 2015 |                                                       | 7e 100m rugslag · 200m rugslag · 5e 4x100m wisselslag |               |               | geen deelname |
| 2016 | 6e 100m rugslag · 200m rugslag · 4e 4x100m wisselslag |                                                       | 6-11 december | geen deelname |               |
| 2020 | 100m rugslag · 200m rugslag · 4x200m wisselslag       |                                                       |               |               |               |

## Persoonlijke records
Bijgewerkt tot en met 11 augustus 2016
Kortebaan
| Afstand      | Tijd    | Datum            | Plaats          |
| ------------ | ------- | ---------------- | --------------- |
| 50m rugslag  | 24,16   | 13 december 2014 | Volgograd       |
| 100m rugslag | 51,40   | 19 december 2014 | Sint-Petersburg |
| 200m rugslag | 1.53,15 | 14 december 2014 | Volgograd       |

Langebaan
| Afstand      | Tijd    | Datum            | Plaats         |
| ------------ | ------- | ---------------- | -------------- |
| 50m rugslag  | 25,06   | 16 april 2016    | Moskou         |
| 100m rugslag | 52,74   | 8 augustus 2016  | Rio de Janeiro |
| 200m rugslag | 1.53,97 | 11 augustus 2016 | Rio de Janeiro |